# 林新华
林新华（1953年—），广东梅县人，汉族，中华人民共和国政治人物、第十二届全国人民代表大会广东地区代表。
毕业于中山医科大学临床医学专业。加入中国共产党。担任梅州市人民医院院长。2008年起担任全国人大代表。2013年，担任全国人大代表。